# Copa Telmex 2007
Die Copa Telmex 2007 war ein Tennisturnier, welches vom 19. bis 25. Februar 2007 in Buenos Aires stattfand. Es war Teil der ATP Tour 2007 und wurde im Freien auf Sandplatz auf ausgetragen. In derselben Woche wurden in Memphis die Regions Morgan Keegan Championships und in Rotterdam die ABN AMRO World Tennis Tournament gespielt, die beide zur Kategorie ATP International Series Gold gehörten, während das Turnier in Buenos Aires zur Kategorie der ATP International Series zählte.
Das Turnier wurde das erste Mal mit einer Gruppenphase von jeweils drei Spielern gespielt. Die acht Gruppensieger erreichten die K.-o.-Runde. Titelverteidiger im Einzel war der Spanier Carlos Moyá, der in diesem Jahr als Gruppenzweiter ausschied. Zwei Gesetzte schafften den Sprung in die K.-o.-Runde, keiner davon erreichte das Finale. Dort gewann Juan Mónaco gegen Alessio di Mauro, der sein einziges Karriere-Finale erreichte, in zwei Sätzen. Mónaco gewann seinen ersten Profititel in seinem zweiten Finale und den ersten Titel der Saison.
Die Titelverteidiger im Doppel, František Čermák und Leoš Friedl, traten dieses Jahr nicht erneut zusammen an; Friedl spielte an der Seite von Michael Kohlmann, mit dem er in der ersten Runde ausschied. Martín Alberto García und Sebastián Prieto konnten als Vierte der Setzliste das Turnier für sich entscheiden. Sie schlugen im Finale Albert Montañés und Rubén Ramírez Hidalgo in zwei Sätzen und feierten ihren einzigen gemeinsamen Titel. Für García war es der siebte und für Prieto der achte Titel der Karriere und nach 2003 der zweite Titel in Buenos Aires.
Das Teilnehmerfeld der Einzelkonkurrenz bestand aus 24 Spielern, die in einer Vorrunde in acht Gruppen à drei Spieler nach einem Round-Robin-System gegeneinander antraten. Die Gruppenersten kamen in die Finalrunde weiter, wo im K.-o.-System der Turniersieger ermittelt wurde. Das Turnier war eins von fünf Turnieren auf der ATP Tour, die neben dem Tennis Masters Cup 2007 in einem System mit vorausgehender Gruppenphase durchgeführt wurden. Im Doppel, das aus 16 Paarungen bestand, wurde ein übliches K.-o.-System genutzt. Das Gesamtpreisgeld betrug 420.000 US-Dollar; die gesamten finanziellen Verbindlichkeiten lagen bei 445.000 US-Dollar.

## Einzel

### Setzliste
| Nr. | Spieler             | Erreichte Runde |
| --- | ------------------- | --------------- |
| 01. | David Nalbandian    | Gruppenphase    |
| 02. | Juan Carlos Ferrero | Gruppenphase    |
| 03. | Agustín Calleri     | Gruppenphase    |
| 04. | Nicolás Almagro     | Halbfinale      |

| Nr. | Spieler            | Erreichte Runde |
| --- | ------------------ | --------------- |
| 05. | Carlos Moyá        | Gruppenphase    |
| 06. | Gastón Gaudio      | Gruppenphase    |
| 07. | Juan Ignacio Chela | Viertelfinale   |
| 08. | José Acasuso       | Gruppenphase    |

### Ergebnisse

#### Round Robin

##### Gruppe 1
| Sieger          | Verlierer            | Ergebnis      |
| --------------- | -------------------- | ------------- |
| Luis Horna      | David Nalbandian [1] | 6:4, 6:3      |
| Guillermo Cañas | David Nalbandian [1] | 6:4, 6:4      |
| Luis Horna      | Guillermo Cañas      | 4:6, 6:2, 6:2 |

| Rang | Spieler              | Match-Siege | Sätze gewonnen | Spiele gewonnen |
| ---- | -------------------- | ----------- | -------------- | --------------- |
| 1    | Luis Horna           | 2           | 80,0 %         | 62,2 %          |
| 2    | Guillermo Cañas      | 1           | 60,0 %         | 47,8 %          |
| 3    | David Nalbandian [1] | 0           | 0,0 %          | 38,5 %          |

##### Gruppe 2
| Sieger          | Verlierer       | Ergebnis       |
| --------------- | --------------- | -------------- |
| Juan Mónaco     | Carlos Moyá [5] | 6:4, 6:73, 6:0 |
| Carlos Moyá [5] | Potito Starace  | 6:4, 6:4       |
| Juan Mónaco     | Potito Starace  | 6:3, 6:4       |

| Rang | Spieler         | Match-Siege | Sätze gewonnen | Spiele gewonnen |
| ---- | --------------- | ----------- | -------------- | --------------- |
| 1    | Juan Mónaco     | 2           | 80,0 %         | 62,5 %          |
| 2    | Carlos Moyá [5] | 1           | 60,0 %         | 38,8 %          |
| 3    | Potito Starace  | 0           | 0,0 %          | 38,5 %          |

##### Gruppe 3
| Sieger                   | Verlierer                | Ergebnis  |
| ------------------------ | ------------------------ | --------- |
| Nicolás Almagro [4]      | Martín Vassallo Argüello | 7:5, 6:4  |
| Nicolás Almagro [4]      | Stefano Galvani          | 6:4, 7:62 |
| Martín Vassallo Argüello | Stefano Galvani          | 6:2, 6:4  |

| Rang | Spieler                  | Match-Siege | Sätze gewonnen | Spiele gewonnen |
| ---- | ------------------------ | ----------- | -------------- | --------------- |
| 1    | Nicolás Almagro [4]      | 2           | 100,0 %        | 57,8 %          |
| 2    | Martín Vassallo Argüello | 1           | 50,0 %         | 52,5 %          |
| 3    | Stefano Galvani          | 0           | 0,0 %          | 39,0 %          |

##### Gruppe 4
| Sieger                 | Verlierer      | Ergebnis      |
| ---------------------- | -------------- | ------------- |
| Juan Ignacio Chela [7] | Alberto Martín | 6:1, 6:3      |
| Juan Ignacio Chela [7] | Igor Andrejew  | 3:6, 7:5, 6:3 |
| Igor Andrejew          | Alberto Martín | 6:3, 2:6, 6:1 |

| Rang | Spieler                | Match-Siege | Sätze gewonnen | Spiele gewonnen |
| ---- | ---------------------- | ----------- | -------------- | --------------- |
| 1    | Juan Ignacio Chela [7] | 2           | 80,0 %         | 60,9 %          |
| 2    | Igor Andrejew          | 1           | 50,0 %         | 51,8 %          |
| 3    | Alberto Martín         | 0           | 20,0 %         | 35,0 %          |

##### Gruppe 5
| Sieger                | Verlierer             | Ergebnis  |
| --------------------- | --------------------- | --------- |
| Rubén Ramírez Hidalgo | Gastón Gaudio [6]     | 6:1, 6:1  |
| Carlos Berlocq        | Alessio di Mauro      | 6:1, 6:4  |
| Alessio di Mauro      | Rubén Ramírez Hidalgo | 6:4, 7:68 |

| Rang | Spieler               | Match-Siege | Sätze gewonnen | Spiele gewonnen |
| ---- | --------------------- | ----------- | -------------- | --------------- |
| 1    | Alessio di Mauro      | 1           | 50,0 %         | 45,0 %          |
| 2    | Rubén Ramírez Hidalgo | 1           | 50,0 %         | 59,4 %          |
| 3    | Carlos Berlocq        | 0           | 100,0 %        | 70,6 %          |

##### Gruppe 6
| Sieger          | Verlierer           | Ergebnis        |
| --------------- | ------------------- | --------------- |
| Albert Montañés | Agustín Calleri [3] | 6:74, 6:4, 6:4  |
| Flávio Saretta  | Jiří Vaněk          | 7:68, 6:72, 6:3 |
| Albert Montañés | Flávio Saretta      | 6:3, 6:3        |

| Rang | Spieler         | Match-Siege | Sätze gewonnen | Spiele gewonnen |
| ---- | --------------- | ----------- | -------------- | --------------- |
| 1    | Albert Montañés | 2           | 80,0 %         | 58,8 %          |
| 2    | Flávio Saretta  | 1           | 40,0 %         | 47,2 %          |
| 3    | Jiří Vaněk      | 0           | 33,3 %         | 45,7 %          |

##### Gruppe 7
| Sieger          | Verlierer        | Ergebnis       |
| --------------- | ---------------- | -------------- |
| Sergio Roitman  | José Acasuso [8] | 7:64, 6:1      |
| Diego Hartfield | José Acasuso [8] | 6:3, aufgg.    |
| Diego Hartfield | Sergio Roitman   | 5:7, 6:4, 7:64 |

| Rang | Spieler          | Match-Siege | Sätze gewonnen | Spiele gewonnen |
| ---- | ---------------- | ----------- | -------------- | --------------- |
| 1    | Diego Hartfield  | 2           | 80,0 %         | 51,4 %          |
| 2    | Sergio Roitman   | 1           | 60,0 %         | 54,5 %          |
| 3    | José Acasuso [8] | 0           | 0,0 %          | 35,0 %          |

##### Gruppe 8
| Sieger                  | Verlierer               | Ergebnis       |
| ----------------------- | ----------------------- | -------------- |
| Juan Carlos Ferrero [2] | Lukáš Dlouhý            | 6:3, 6:3       |
| Nicolas Devilder        | Juan Carlos Ferrero [2] | 1:6, 7:62, 6:0 |
| Nicolás Lapentti        | Nicolas Devilder        | 6:3, 2:6, 6:3  |

| Rang | Spieler             | Match-Siege | Sätze gewonnen | Spiele gewonnen |
| ---- | ------------------- | ----------- | -------------- | --------------- |
| 1    | Nicolas Devilder    | 1           | 50,0 %         | 50,0 %          |
| 2    | Juan Carlos Ferrero | 1           | 60,0 %         | 54,5 %          |
| 3    | Lukáš Dlouhý        | 0           | 0,0 %          | 33,0 %          |

#### Finalrunde
|  | Viertelfinale | Viertelfinale | Viertelfinale | Viertelfinale | Viertelfinale |             |   | Halbfinale | Halbfinale | Halbfinale | Halbfinale | Halbfinale |  |  | Finale | Finale | Finale | Finale | Finale |
|  |               |               |               |               |               |             |   |            |            |            |            |            |  |  |        |        |        |        |        |
|  |               | L. Horna      | 6             | 2             | 3             |             |   |            |            |            |            |            |  |  |        |        |        |        |        |
|  |               | J. Mónaco     | 4             | 6             | 6             |             |   |            |            |            |            |            |  |  |        |        |        |        |        |
|  |               | J. Mónaco     | 4             | 6             | 6             | J. Mónaco   | 6 | 7          |            |            |            |            |  |  |        |        |        |        |        |
|  |               |               |               |               |               | J. Mónaco   | 6 | 7          |            |            |            |            |  |  |        |        |        |        |        |
|  |               | 4             | N. Almagro    | 1             | 63            |             |   |            |            |            |            |            |  |  |        |        |        |        |        |
|  | 4             | 4             | N. Almagro    | 1             | 63            | N. Almagro  | 6 | 6          |            |            |            |            |  |  |        |        |        |        |        |
|  | 4             |               |               |               |               |             | 6 | 6          |            |            |            |            |  |  |        |        |        |        |        |
|  | 7             | J. I. Chela   | 4             | 3             |               |             |   |            |            |            |            |            |  |  |        |        |        |        |        |
|  |               |               |               |               |               |             |   | J. Mónaco  | 6          | 6          |            |            |  |  |        |        |        |        |        |
|  |               |               | A. di Mauro   | 1             | 2             |             |   |            |            |            |            |            |  |  |        |        |        |        |        |
|  |               | A. di Mauro   | 1             | 6             | 6             |             |   |            |            |            |            |            |  |  |        |        |        |        |        |
|  |               | A. Montañés   | 6             | 4             | 2             |             |   |            |            |            |            |            |  |  |        |        |        |        |        |
|  |               | A. Montañés   | 6             | 4             | 2             | A. di Mauro | 6 | 6          |            |            |            |            |  |  |        |        |        |        |        |
|  |               |               |               |               |               | A. di Mauro | 6 | 6          |            |            |            |            |  |  |        |        |        |        |        |
|  |               |               | D. Hartfield  | 1             | 4             |             |   |            |            |            |            |            |  |  |        |        |        |        |        |
|  |               | D. Hartfield  | D. Hartfield  | 1             | 4             | 6           | 7 |            |            |            |            |            |  |  |        |        |        |        |        |
|  |               |               |               |               |               | 6           | 7 |            |            |            |            |            |  |  |        |        |        |        |        |
|  |               | N. Devilder   | 4             | 5             |               |             |   |            |            |            |            |            |  |  |        |        |        |        |        |

## Doppel

### Setzliste
| Nr. | Paarung                                | Erreichte Runde |
| --- | -------------------------------------- | --------------- |
| 01. | Lukáš Dlouhý Pavel Vízner              | Halbfinale      |
| 02. | Mariusz Fyrstenberg Marcin Matkowski   | Halbfinale      |
| 03. | Leoš Friedl Michael Kohlmann           | 1. Runde        |
| 04. | Martín Alberto García Sebastián Prieto | Sieg            |

Zeichenerklärung
- Q = Qualifikant
- WC = Wildcard
- LL = Lucky Loser
- ITF = qualifiziert über ITF-Ranking
- ALT = alternate (Ersatz)
- PR = Protected Ranking
- SE = Special Exempt
- r = retired (Aufgabe)
- d = Disqualifikation
- w.o. = walkover
- [ ] = Match-Tie-Break

### Ergebnisse
|  | Erste Runde | Erste Runde                       | Erste Runde | Erste Runde | Erste Runde |  |  | Viertelfinale | Viertelfinale                     | Viertelfinale | Viertelfinale | Viertelfinale |  |   | Halbfinale                     | Halbfinale | Halbfinale | Halbfinale | Halbfinale |  |  | Finale | Finale | Finale | Finale | Finale |
|  |             |                                   |             |             |             |  |  |               |                                   |               |               |               |  |   |                                |            |            |            |            |  |  |        |        |        |        |        |
|  | 1           | L. Dlouhý P. Vízner               | 7           | 63          | [11]        |  |  |               |                                   |               |               |               |  |   |                                |            |            |            |            |  |  |        |        |        |        |        |
|  |             | A. di Mauro P. Starace            | 63          | 7           | [9]         |  |  | 1             | L. Dlouhý P. Vízner               | 6             | 6             |               |  |   |                                |            |            |            |            |  |  |        |        |        |        |        |
|  |             | T. Cibulec J. Vaněk               | 2           | 6           |             |  |  |               | D. Hartfield M. Vassallo Argüello | 3             | 2             |               |  |   |                                |            |            |            |            |  |  |        |        |        |        |        |
|  |             | D. Hartfield M. Vassallo Argüello | 6           | 7           |             |  |  |               |                                   |               |               |               |  | 1 | L. Dlouhý P. Vízner            | 2          | 2          |            |            |  |  |        |        |        |        |        |
|  | 3           | L. Friedl M. Kohlmann             | 6           | 3           | [8]         |  |  |               |                                   |               |               |               |  |   | A. Montañés R. Ramírez Hidalgo | 6          | 6          |            |            |  |  |        |        |        |        |        |
|  |             | A. Montañés R. Ramírez Hidalgo    | 0           | 6           | [10]        |  |  |               | A. Montañés R. Ramírez Hidalgo    | w.            | o.            |               |  |   |                                |            |            |            |            |  |  |        |        |        |        |        |
|  |             | P. Cuevas S. Galvani              | 6           | 6           |             |  |  |               | P. Cuevas S. Galvani              |               |               |               |  |   |                                |            |            |            |            |  |  |        |        |        |        |        |
|  |             | N. Almagro M. Granollers          | 3           | 2           |             |  |  |               |                                   |               |               |               |  |   | A. Montañés R. Ramírez Hidalgo | 4          | 2          |            |            |  |  |        |        |        |        |        |
|  |             | N. Devilder O. Patience           | 7           | 7           |             |  |  |               |                                   |               |               |               |  | 4 | M. A. García S. Prieto         | 6          | 6          |            |            |  |  |        |        |        |        |        |
|  |             | A. Martín F. Vicente              | 5           | 5           |             |  |  |               | N. Devilder O. Patience           | 3             | 2             |               |  |   |                                |            |            |            |            |  |  |        |        |        |        |        |
|  | WC          | E. Schwank C. Villagrán           | 4           | 6           | [12]        |  |  | 4             | M. A. García S. Prieto            | 6             | 6             |               |  |   |                                |            |            |            |            |  |  |        |        |        |        |        |
|  | 4           | M. A. García S. Prieto            | 6           | 2           | [14]        |  |  |               |                                   |               |               |               |  | 4 | M. A. García S. Prieto         | 65         | 7          | [11]       |            |  |  |        |        |        |        |        |
|  |             | M. Melo A. Sá                     | 4           | 2           |             |  |  |               |                                   |               |               |               |  | 2 | M. Fyrstenberg M. Matkowski    | 7          | 5          | [9]        |            |  |  |        |        |        |        |        |
|  | WC          | C. Berlocq B. Dabul               | 6           | 6           |             |  |  | WC            | C. Berlocq B. Dabul               | 5             | 6             | [9]           |  |   |                                |            |            |            |            |  |  |        |        |        |        |        |
|  |             | M. González S. Roitman            | 6           | 5           | [5]         |  |  | 2             | M. Fyrstenberg M. Matkowski       | 7             | 3             | [11]          |  |   |                                |            |            |            |            |  |  |        |        |        |        |        |
|  | 2           | M. Fyrstenberg M. Matkowski       | 4           | 7           | [10]        |  |  |               |                                   |               |               |               |  |   |                                |            |            |            |            |  |  |        |        |        |        |        |